# Mittelschaeffolsheim
Mittelschaeffolsheim település Franciaországban, Bas-Rhin megyében. Lakosainak száma 565 fő (2022. január 1.). Mittelschaeffolsheim Berstett, Bilwisheim, Olwisheim és Wingersheim-les-Quatre-Bans községekkel határos.

## Népesség
A település népességének változása:
| Lakosok száma | 538  | 550  | 572  | 576  | 573  | 569  | 566  | 571  | 565  |
|               | 2013 | 2015 | 2016 | 2017 | 2018 | 2019 | 2020 | 2021 | 2022 |